# 肖恩·金斯顿
基森·保罗·安德森（英語：Kisean Paul Anderson，1990年2月3日—）艺名肖恩·金斯顿（Sean Kingston），是牙买加裔美国雷鬼音乐歌手和说唱歌手。截至2009年12月，金斯顿已发行两张专辑，其中最成功和最为人所知的作品，是他首张专辑（同名）中的单曲 "Beautiful Girls"。

## 早年生活
基森·安德森出生于佛罗里达州迈阿密，是母亲珍妮丝·特纳（Janice Turner）所生的三个孩子中的第一个。六岁时，与家人移居到牙买加金斯敦。金斯敦在返回美国之前，在奥乔里奥斯的奥乔里奥斯高中学习了三年。他的祖父是著名的牙买加雷鬼舞制作人劳伦斯·林多，以艺名杰克·鲁比（Jack Ruby）而闻名。

## 音乐生涯

### 2007－2008：Sean Kingston
金斯顿於2007年5月录制和发行首张专辑中的单曲 "Beautiful Girls"。这首单曲以黑人歌手本·E·金（Ben E. King）的1961年歌曲 "Stand By Me" 为基调，发行后在许多国际单曲榜均取得不错成绩：在美国，该曲在加拿大百强单曲榜单曲榜蝉联三周冠军；在英国和澳大利亚，夺得单曲榜冠军；在加拿大，则蝉联 Canadian Hot 100 单曲榜超过六周冠军，成为当年在榜上保持首位时间最长的单曲。
同样，这张专辑的另一首单曲 "Me Love" 则是受到 Led Zeppelin 1973年发行的 "D'yer Mak'er" 一曲的影响，也是取得了很大的成功。

### 2009年至今：Tomorrow
金斯顿的第二张专辑——Tomorrow於2009年9月22日发行，这张专辑带来五支新单曲："Face Drop"、"My Girlfriend"、"Wrap U Around Me"、" Tomorrow" 和 "Island Queen"。
此外金斯顿也与杰森·德鲁罗（Jason Derülo）合作，两人共同创作的单曲 "Whatcha Say" 夺得多个排行榜冠军。
据金斯顿本人透露，他已经在与T-Pain和坎耶·韦斯特合作，着手筹备个人的下一张专辑。专辑的主打单曲名为 "Dumb Love"，与小韦恩共同演唱。

## 作品列表
专辑：
- Sean Kingston (2007)
- Tomorrow (2009)

單曲：
- Eenie, Meenie (feat. Justin Bieber) (2010)

## 奖项
- Image Awards
  - 2008, Outstanding New Artist (获提名)
- MOBO Awards
  - 2007: Best Reggae Acts
- 青少年选择奖
  - 2007: Choice R&B Track "Beautiful Girls"
  - 2007: Choice Summer Track "Beautiful Girls" (获提名)
  - 2009: Choice Summer Song "Fire Burning" (获奖)